# Kenneth Essex Edgeworth
Kenneth Essex Edgeworth (* 26. Februar 1880 in Daramona House, Streete, County Westmeath, Irland; † 10. Oktober 1972 in Dublin) war ein irischer Astronom, der als Erster die Theorie des heute bekannten Kuipergürtels veröffentlichte.
Edgeworth veröffentlichte im Jahr 1943 seine Arbeit The evolution of our planetary system, die als erste Referenz für ein Reservoir an Kometen hinter den Planetenbahnen im Sonnensystem gilt. Es entwickelte sich daraus das Konzept des so genannten Kuipergürtels, der in Irland und Großbritannien manchmal auch als Edgeworth-Kuiper belt bezeichnet wird.
1999 wurde der Asteroid (3487) Edgeworth nach ihm benannt.

## Veröffentlichungen (Auswahl)
Edgeworth veröffentlichte Bücher und Aufsätze über eine Reihe von Themen, darunter Ingenieurwissenschaft, Wirtschaft und Astronomie und eine Autobiographie. Zu seinen bekannteren Arbeiten zählen:
- Frequency Variations in Thermionic Generators. (London, IEE, 1926)
- The Industrial Crisis, Its Causes and Its Lessons. (London, G. Allen & Unwin Ltd., 1933)
- The Trade Balance; a Problem in National Planning. (London, G. Allen & Unwin Ltd., 1934)
- The Price Level; a Further Problem in National Planning. (London, G. Allen & Unwin Ltd., 1935)
- The Fission of Rotating Bodies. (London, Monthly Notices of the Royal Astronomical Society, vol.99, 1939)
- The Manufacture of Peat Fuel. (Paper read at the Royal Dublin Society, 26 November 1940)(Dublin, Royal Dublin Society, 1940)
- The evolution of our planetary System. In: Journal of the British Astronomical Association. Band 53, Nr. 6, 6. Juli 1943, S. 65–71.
- Unemployment Can be Cured. (Dublin, Eason, 1941; London, distributed by Simpkin & Marshall, 1944)
- Turf. (Dublin, Sign of the Three Candles, 1944)
- Some Aspects of Stellar Evolution [papers I – III] (London, Monthly Notices of the Royal Astronomical Society, vol. 106, 1946)
- Some Aspects of Stellar Evolution [paper IV] (London, Monthly Notices of the Royal Astronomical Society, vol. 108, 1948)
- The Origin and Evolution of the Solar System (London, Monthly Notices of the Royal Astronomical Society, vols. 109, 1949)
- The Earth, the Planets, and the Stars: Their Birth and Evolution. (London, Chapman & Hall/New York, Macmillan, 1961)
- Jack of All Trades – The Story of My Life. Alan Figgis, Dublin 1965.